# Sociedad de Obreras Mutualistas

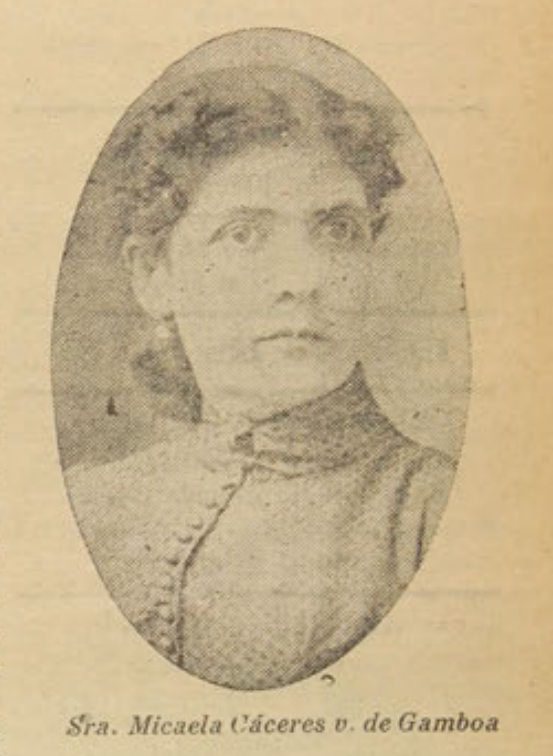
Sra Micaela Caceres v de Gamboa

Sociedad de Obreras Mutualistas eller Sociedad de Obreras Mutualista, var en förening för kvinnors rättigheter i Chile, grundad 1887.
Den grundades för att verka för sömmerskors rättigheter och utvecklades till en organisation för att förbättra kvinnors arbetsförhållanden. Det var den första sekulära kvinnoorganisationen i Sydamerika och den första i Chile. 